# Куб-БЛА
Куб-БЛА — російський високоточний безпілотний літальний апарат. Розробник — група компаній ZALA AERO, що входять до концерну «Калашников».

## Загальна інформація
Новий малорозмірний ударний безпілотний літальний апарат «Куб-БЛА» розроблений російським концерном «Калашников» і вперше представлений на міжнародній виставці озброєнь IDEX 2019 в Абу-Дабі в Арабських Еміратах.
У повідомленні концерну зазначається, що після запуску безпілотник може баражувати у повітрі, виявляючи ціль, а потім атакувати її з верхньої півсфери вертикальним пікіруванням. Це дозволяє, наприклад, вражати танки, пробиваючи верхню частину вежі та корпуси, що мають мінімальну товщину броні.
«Куб-БЛА» доставляє боєприпас за координатами цілі, які задаються вручну, або зображення з цільового навантаження наведення.
Перевагами комплексу є прихований запуск, висока точність бомбометання, безшумність та простота у користуванні.
Нині ударний безпілотний комплекс «Куб-БЛА» успішно пройшов випробування та готовий до застосування. Зокрема, у листопаді 2021 року випробували морську модифікацію безпілотника-камікадзе для оснащення кораблів військово-морського флоту (ВМФ).
Перше бойове застосування безпілотника було зафіксовано 12 березня 2022 року у Києві.

## Застосування у російському вторгненні в Україні
- 12 березня 2022 року в Подільському районі Києва збили російський безпілотник-камікадзе. Ворожий дрон був начинений вибухівкою. У результаті вибуху сталося загоряння приміщення Ощадбанку[4].
- 26 квітня українські воїни зі стрілецької зброї збили російський баражуючий боєприпас. Про це інформував сайт присвячений військовій тематиці Мілітарний. Російський дрон-камікадзе «Куб-БЛА» був знешкоджений оборонцями з 24-ї окремої механізованої бригади Збройних Сил України імені Короля Данила на Луганщині. Свою ефективну роботу показали фахівці з радіоелектронної боротьби, які спочатку дезорієнтували ворожий безпілотник. Потім декількома влучними пострілами зі стрілецької зброї військовослужбовці одного із підрозділів Королівської бригади збили цей апарат. «Саме такий [дрон — Ред.] успішно [26 квітня-Ред.] „дезорієнтували“ фахівці радіоелектронної боротьби та декількома влучними пострілами зі стрілецької зброї збили військовослужбовці одного із підрозділів Королівської бригади на Луганщині», — написали у повідомленні пресслужби військового підрозділу. Ударні дрони такого типу росіяни використовують для ураження окремих вибраних цілей[5].
- 29 травня 2022 року підрозділи угруповання об'єднаних сил зі стрілецької зброї збили п'ять дронів цієї моделі: поблизу Тарасівки (1 БПЛА. 25 бригада), Зеленого Поля (2 БПЛА, 25 бригада), Нью-Йорка (2 БПЛА, 30 бригада)[джерело?].

## Тактико-технічні характеристики
Детальні дані про ТТХ невідомі.
- Габарити — 1210 × 950 × 165 мм
- Швидкість — 80—130 км/год
- Тривалість польоту — 30 хвилин
- Маса корисного навантаження — 3 кг.